# Große Kuhschelle

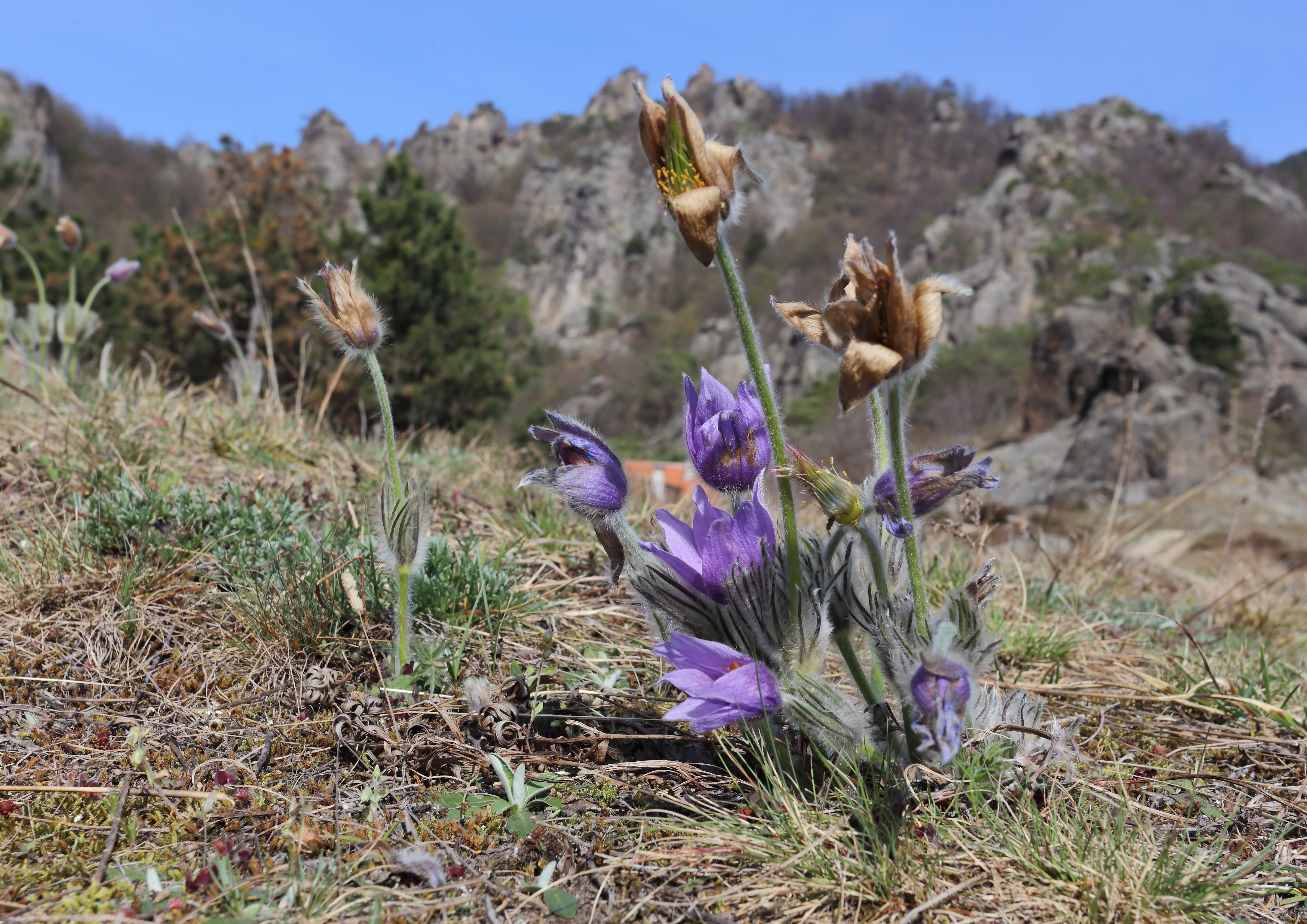
Große Kuhschellen auf einem unter Naturschutz stehenden Trockenrasen bei Dürnstein

Die Große Kuhschelle oder Große Küchenschelle oder Groß-Küchenschelle (Pulsatilla grandis) ist eine Pflanzenart aus der Gattung der Kuhschellen (Pulsatilla) in der Familie der Hahnenfußgewächse (Ranunculaceae). Sie wird manchmal mit der Gewöhnlichen Kuhschelle und weiteren Sippen als Art zusammengefasst und dann als Unterart Pulsatilla vulgaris subsp. grandis geführt.

## Beschreibung
Die Große Küchenschelle ist eine ausdauernde krautige Pflanze. In blühendem Zustand hat sie eine Wuchshöhe von 10 bis 15 (selten nur 5) Zentimetern, zur Fruchtreife 30 bis 40 (selten bis 50) Zentimeter. Ihre Grundblätter erscheinen im Unterschied zur Gewöhnlichen Kuhschelle erst gegen Ende der Blütezeit. Die Blätter sind doppelt (selten dreifach) gefiedert und bestehen aus 40 bis 90 breit-lineal-lanzettlichen, vier bis sieben (selten zwei bis zwölf) Millimeter breiten Abschnitten. 
Die Blüte bleibt im Gegensatz zur ansonsten sehr ähnlichen Gewöhnlichen Küchenschelle (Pulsatilla vulgaris s. str.) auch bei trüb-kaltem Wetter aufrecht. Die Perigonblätter sind 35 bis 45 Millimeter lang. Blütezeit ist März bis April, selten schon im Februar. Die Bestäubung erfolgt durch Bienen und Hummeln.
Die Früchte sind flache, einsamige Nüsschen.
Die Chromosomenzahl beträgt 2n = 32.

## Verbreitung
Die Große Küchenschelle hat eine pannonisch-illyrische Verbreitung. 
In Deutschland ist sie nur in Bayern und Thüringen heimisch und, da hier als Unterart von Pulsatilla vulgaris geführt, nach dem Bundesnaturschutzgesetz streng geschützt. In Österreich kommt sie im pannonischen Raum in den Bundesländern Burgenland, Wien, Niederösterreich häufig bis zerstreut vor, jedoch sind die Fundorte selten. Sie gilt als gefährdet und steht unter Naturschutz.
Sie wächst auf kalkreichen Trockenrasen, in Rasensteppen und in Schwarz-Föhren-Wäldern. Sie kommt bis in die submontane Höhenstufe vor. In Mitteleuropa gedeiht sie in der Gesellschaft des Adonido-Brachypodietum und Pulsatillo-Caricetum humilis und ist überregional eine Charakterart der Ordnung Festucetalia valesiacae.

## Systematik
Die Große Kuhschelle wird teils als eigene Art Pulsatilla grandis, teils als Unterart der Gewöhnlichen Kuhschelle i. w. S. (Pulsatilla vulgaris s. lat.) geführt. Als Art führt sie die österreichische Exkursionsflora von 2008, als Unterart FloraWeb und Schmeil-Fitschen.
In Ober- und Niederösterreich bilden die beiden Sippen Übergangsformen.

## Nutzung
Die Art wird selten als Zierpflanze für Staudenbeete und Steingärten sowie als Schnittblume genutzt. Bei der Sorte 'Budapest Variety' ist die ganze Pflanze goldgelb behaart.

## Belege
- Manfred A. Fischer, Karl Oswald, Wolfgang Adler: Exkursionsflora für Österreich, Liechtenstein und Südtirol. 3., verbesserte Auflage. Land Oberösterreich, Biologiezentrum der Oberösterreichischen Landesmuseen, Linz 2008, ISBN 978-3-85474-187-9.
- Siegmund Seybold (Hrsg.): Schmeil-Fitschen interaktiv (CD-Rom), Quelle & Meyer, Wiebelsheim 2001/2002, ISBN 3-494-01327-6